# 杨铱
杨铱（1984年10月27日—）中国湖南长沙人，湖南电视台娱乐频道以及湖南卫视双语主持人。毕业于中央戏剧学院。2008年秋加入湖南卫视。曾主持《播报多看点》，现居住在美国。

## 个人经历
1984年10月27日，出生于长沙。2008年秋从中央戏剧学院毕业，毕业后加入湖南卫视。开始主持《娱乐无极限》，《播报多看点》。
2011年到2012年，与李湘、李维嘉主持黄金档综艺节目《称心如意》。

## 主持经历
- 2008年：娱乐无极限
- 2009年：播报多看点
- 2011年：称心如意(合作：李湘、李维嘉)

## 外部連結
- 湖南卫视主播杨铱：80%收入存银行 不用信用卡